# Олаф Булль
Олаф Булль (норв. Olaf Bull; 10 листопада 1883 року, Осло — 20 червня 1933 року) — норвезький поет, син письменника Якоба Булля і батько сучасного норвезького поета Яна Булля (англ. Jan Bull).

## Біографія
Олаф Булль дебютував збіркою віршів, опублікованому в шкільній газеті в 1899 році. Після закінчення школи разом з родиною жив у Римі. У 1903 році сім'я перебралася в Христианию (нині Осло). Булль отримав енциклопедичну освіту: він вивчав сучасну і класичну (високу) літературу, філософію, історію, політологію, мистецтво і науку. Частину життя провів у Франції, де і народився його син Ян, багато часу проводив у Італії. Деякий час працював журналістом, співпрацював з норвезької газети Dagbladet. Олаф Булль похований в Осло.

## Твори

### Поезія
- Digte, 1909.
- Ne Digte, 1913.
- Mitt navn er Knoph, 1914.
- Digte og noveller, 1916
- Samlede digte 1909—1919, 1919.
- Stjernerne, 1924.
- Metope, 1927.
- De hundrede aar, 1928.
- Kjærlighet, 1929.
- Oinos og Eros, 1930.
- Ignis ardens, 1932.

### П'єса
- Kjærlighetens farse: tre akter